# Колібрі-діамант фіолетоволобий
Колі́брі-діама́нт фіолетоволобий (Heliodoxa leadbeateri) — вид серпокрильцеподібних птахів родини колібрієвих (Trochilidae). Мешкає в Андах.

## Опис

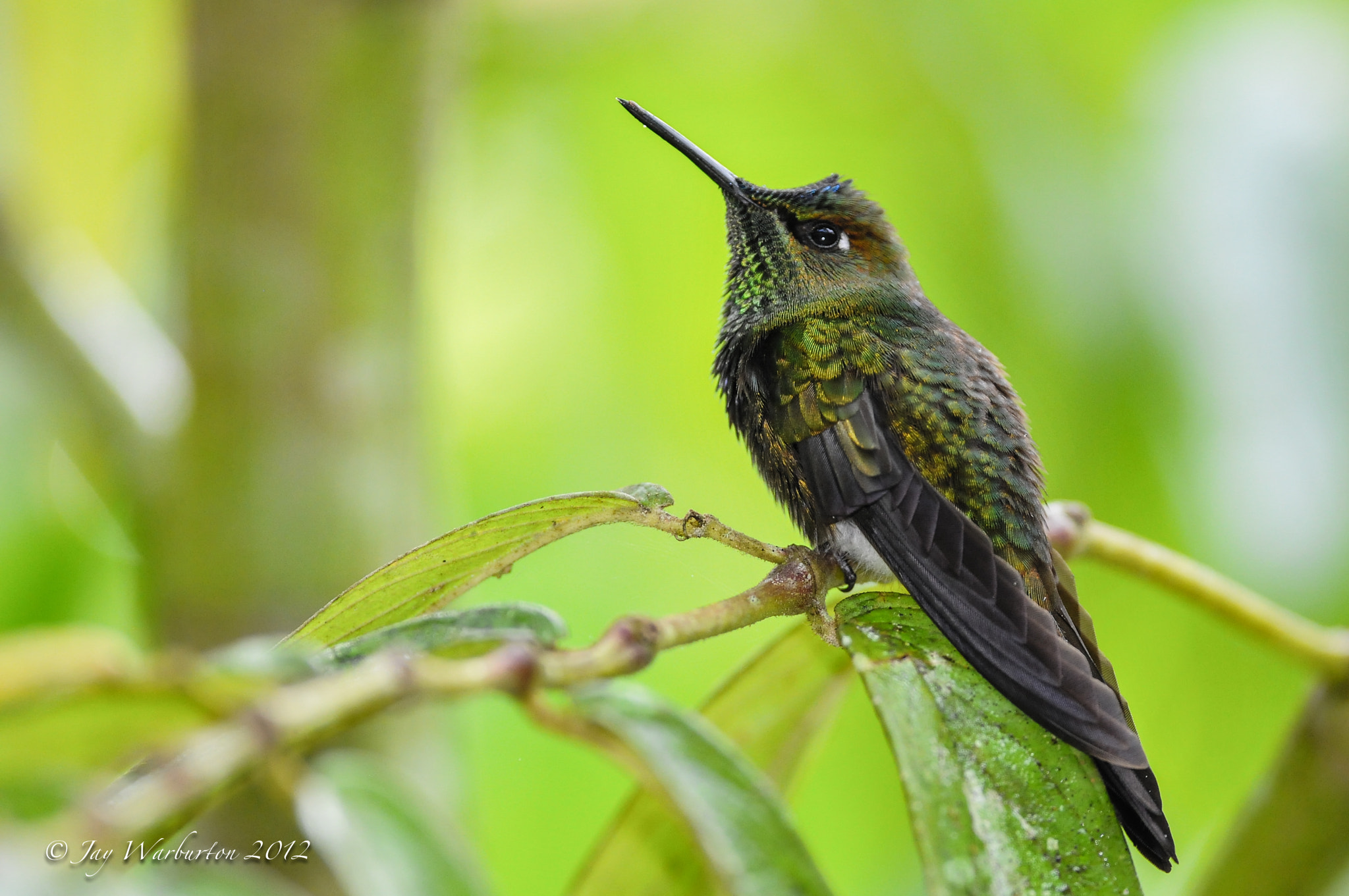
Фіолетоволобий колібрі-діамант

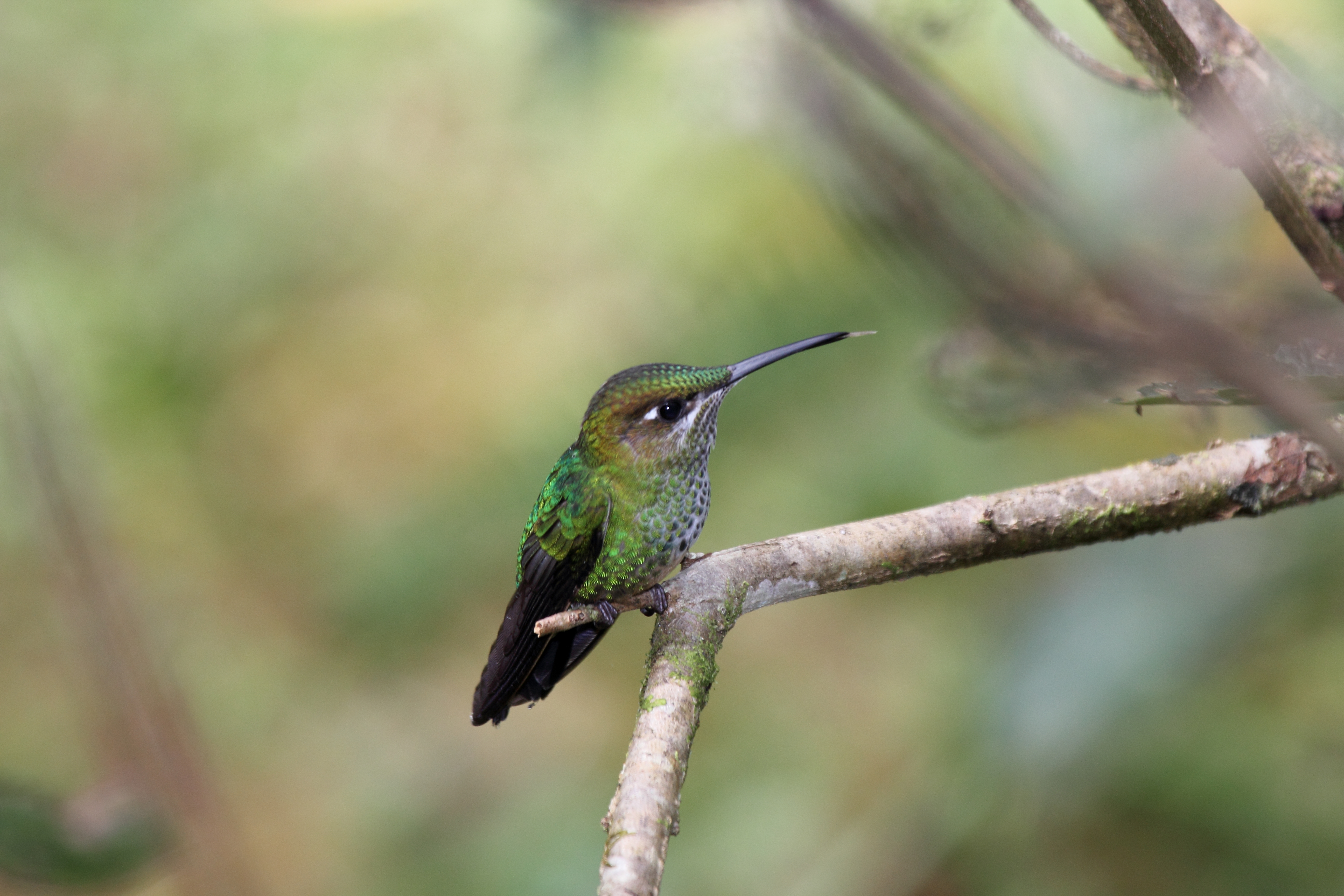
Самиця фіолетоволобого колібрі-діаманта

Довжина птаха становить 11-13 см, самці важать 7,1-8.5 г, самиці 6,6-7,5 г. У самців номінативного підвиду верхня частина тіла бронзово-зелена, лоб синій, блискучий, шия мідно-руда. Горло смарагдово-зелене, блискуче, груди і живіт тьмяно-бронзово-зелені. Хвіст глибоко роздвоєний, центральні стернові пера бронзово-зелені, наступна пара сталево-сині з бронзовими кінчиками, решта темно-сталево-сині. Дзьоб середньої довжини, прямий, чорний, за очима невеликі білі плями, на щоках невеликі білі "вуса". 
У самиць верхня частина тіла мідно-зелена, лоб зелений, блискучий. Нижня частина тіла у них біла, живіт охристий, груди і живіт поцятковані блискучими зеленими плямами. Хвіст менш роздвоєний, ніж у самців, стернові пера мають білі кінчики.

## Підвиди
Виділяють чотири підвиди:
- H. l. leadbeateri (Bourcier, 1843) — Прибережний хребет на півночі Венесуели (від Фалькона до Міранди);
- H. l. parvula Berlepsch, 1888 — гори Кордильєра-де-Мерида на заході Венесуели, гори Сьєрра-де-Періха на кордоні Колумбії і Венесуели, Східний і Центральний хребти Колумбійських Анд;
- H. l. sagitta (Reichenbach, 1854) — східні схили Анд в Еквадорі і північному Перу (на південь до Паско);
- H. l. otero (Tschudi, 1844) — східні схили Анд в Перу і північно-західній Болівії.

## Поширення і екологія
Фіолетоволобі колібрі-діаманти мешкають у Венесуелі, Колумбії, Еквадорі, Перу і Болівії. Вони живуть у вологих рівнинних, гірських і хмарних тропічних лісах та на узліссях та на тінистих кавових плантаціях, на висоті від 400 до 2400 м над рівнем моря. Живляться нектаром квітів, яких шукають в нижньому і середньому ярусах лісу, на висоті від 1 до 10 м над землею, а також комахами. Сезон розмноження триває з січня по травень.